# La Cuchilla, Coahuila
La Cuchilla är en ort i Mexiko.   Den ligger i kommunen Torreón och delstaten Coahuila, i den centrala delen av landet, 800 km nordväst om huvudstaden Mexico City. La Cuchilla ligger 1 121 meter över havet och antalet invånare är 113.
Terrängen runt La Cuchilla är mycket platt. Runt La Cuchilla är det ganska tätbefolkat, med 214 invånare per kvadratkilometer. Närmaste större samhälle är Torreón, 8,6 km sydväst om La Cuchilla. Omgivningarna runt La Cuchilla är i huvudsak ett öppet busklandskap.